# Gästriklands runinskrifter 21
Gästriklands runinskrifter 21, med signum Gs 21, är ett vikingatida runstensfragment av röd gävlesandsten som hittades i Axmar, Sundmarsnäset, Hamrånge socken och Gävle kommun. Fragmentet är 35 gånger 34 centimeter stort. Runhöjden är 7 centimeter. Stenen består av tre bitar som sammanfogats. Gs 21 förvaras sedan 1926 på SHM. Ristningen är utförd av en van och skicklig runmästare och har attribuerats till Åsmund av runologen Magnus Källström.

## Inskriften
Translitterering av runraden:
... -btiʀ uik-... ...
Normalisering till runsvenska:
... [æ]ftiʀ Vig... ...
Översättning till nusvenska:
... efter Vig ...